# 索爾茲伯里 (麻薩諸塞州普查規定居民點)
索爾茲伯里（英語：Salisbury）是位於美國麻薩諸塞州艾塞克斯縣的一個普查規定居民點。

## 人口
根據2020年美國人口普查的數據，索爾茲伯里的面積為20.10平方千米，當中陸地面積為15.23平方千米，而水域面積為4.87平方千米。當地共有人口5629人，而人口密度為每平方千米280.05人。